# Kokshetau Airport
Kokshetau Airport (IATA: KOV, ICAO: UACK) (kazakiska: Halyqaralyq Kókshetaý Áýejaıy); är en flygplats i Kazakstan. Den ligger i den norra delen av landet, 270 km nordväst om huvudstaden Astana. Kokshetau Airport ligger 261 meter över havet.
Terrängen runt Kokshetau Airport är platt. Runt Kokshetau Airport är det glesbefolkat, med 9 invånare per kvadratkilometer. Närmaste större samhälle är Köksjetau, 14,1 km väster om Kokshetau Airport. Trakten runt Kokshetau Airport består till största delen av jordbruksmark.
Ett kallt stäppklimat råder i trakten. Årsmedeltemperaturen i trakten är 2 °C. Den varmaste månaden är juni, då medeltemperaturen är 21 °C, och den kallaste är januari, med −20 °C.

## Destinationer och flygbolag

### Passagerare
| Flygbolag     | Destinationer            |
| ------------- | ------------------------ |
| FlyArystan    | Almatys                  |
| IrAero        | Säsong: Moskva–Zhukovsky |
| SCAT Airlines | Aktau, Almatys           |